# 荒井良二
荒井 良二（あらい りょうじ、1956年 - ）は、日本の絵本作家。

## 略歴
山形県山形市に生まれる。日本大学山形高等学校を経て日本大学藝術学部美術学科卒業、1990年に処女作『MELODY』を発表し、絵本を作り始める。また、ライブペインティングやワークショップ、自ら作詞・作曲しギターも演奏する音楽活動などもおこなっている。

## 主な作品
※ 主に単独名義作品を記載
- 『MELODY』（1990年、トムズボックス）
- 『わたしはおねえちゃん』（1990年11月、アスク講談社） ISBN 4-06-189190-1
- 『ユックリとジョジョニ』（1991年3月、ほるぷ出版） ISBN 4-593-56401-8
- 『バスにのって』（1992年5月、偕成社） ISBN 4-03-204490-2
- 『はじまりはじまり』（1994年1月、ブロンズ新社） ISBN 4-89309-080-1
- 『クルヨ・クルヨ』（1995年7月、白泉社、2008年12月、ポプラ社ポプラ文庫） ISBN 978-4-591-10629-7
- 『スースーとネルネル』（1996年6月、偕成社） ISBN 4-03-227630-7
- 『そのつもり』（1997年12月、講談社） ISBN 978-4-06-132217-2
- 『みちくさ劇場』（1999年9月、あかね書房） ISBN 4-251-09827-7
- 『ぼくのキュートナ』（2001年2月、講談社） ISBN 4-06-210567-5 ※エッセイ絵本
- 『ぼくがつぼくにちぼくようび』（2001年8月、平凡社） ISBN 4-582-82966-X
- 『はっぴぃさん』（2003年9月、偕成社） ISBN 4-03-331280-3
- 『ようかいアニミちゃん』（2004年7月、教育画劇） ISBN 4-7746-0616-2
- 『おばけのブルブル』（2004年7月、講談社） ISBN 4-06-132298-2
- 『ぼくとチマチマ』（2004年10月、学研マーケティング） ISBN 4-05-202253-X
- 『にせニセことわざずかん』（2004年10月、のら書店） ISBN 4-931129-20-X
- 『ルフランルフラン』（2005年5月、プチグラパブリッシング） ISBN 4-939102-93-9
  - 『ルフランルフラン2 本のあいだのくにへ』（2006年5月、プチグラパブリッシング） ISBN 4-903267-29-6
- 『きょうというひ』（2005年12月、BL出版） ISBN 978-4-7764-0153-7
- 『スキマの国のポルタ』シリーズ
  - 『スキマの国のポルタ ゾウゾウさんのききゅう』（2006年12月、講談社） ISBN 4-06-104965-8
  - 『スキマの国のポルタ カメカメさんのじてんしゃ』（2006年12月、講談社） ISBN 4-06-104966-6
  - 『スキマの国のポルタ カバカバさんのハンカチ』（2007年11月、講談社） ISBN 978-4-06-104968-0
  - 『スキマの国のポルタ タブタブさんのおせんたく』（2007年11月、講談社） ISBN 978-4-06-104969-7
- 『たいようオルガン』（2007年7月、アートン、2008年9月、偕成社） ISBN 978-4-03-232310-8
- 『ぼくのおとぎ話からの手紙』（2007年10月、フレーベル館） ISBN 978-4-577-81221-1
- 『ぼくのきいろいバス』（2007年11月、学研マーケティング） ISBN 978-4-05-202952-3
- 『ヒメちゃん』（2008年3月、小学館） ISBN 978-4-09-726311-1
- 『えほんのこども』（2008年11月、講談社） ISBN 978-4-06-132385-8
- 『モサ』（作：山崎ナオコーラ、2009年6月、メディアファクトリー） ISBN 978-4-8401-2819-3
- 『うちゅうたまご』（2009年8月、イースト・プレス） ISBN 978-4-7816-0090-1

ほか共著作品多数。

### 音楽関連
- 『M.Christmas ARAI』（1990年12月、ヤマハミュージックメディア） ISBN 4-636-20775-0 - シングルCD付
- 『CD絵本 ボイジャーくん』 作：遠藤賢司（2008年9月3日、白泉社） ISBN 978-4-592-76128-0
  - 発売日に行われた発売記念ライブではライブペインティングを行った。
- 『君にふにゃふにゃ』 遠藤賢司（2009年9月9日、ミディ、MDCL-1498） - ジャケットイラスト

## テレビ関連
- 『スタジオパークからこんにちは』 （2010年3月16日、NHK） - ゲスト
- 「純と愛」（2012年　NHK） - 題字とオープニングイラスト
- 『荒井良二の絵本じゃあにぃ』 （2013年、NHK、出演）
- NHK『みんなのうた』
  - 「君に伝えたいこと」(2009年、イラスト)[1]
  - 「wish ～キボウ～」(2019年、ライブペインティング)[2]
- NHK BSプレミアム 荒井良二の絵本じゃあにぃ 「チロル里山ものがたり」（2016年10月22日、NHK BSP）[3]

## 受賞
- 1997年: 第46回小学館児童出版文化賞（『うそつきのつき』（作：内田麟太郎／文溪堂））
- 1999年: ボローニャ国際児童図書展特別賞（「なぞなぞのたび」）
- 2000年:第31回講談社出版文化賞（『森の絵本』（文：長田弘／講談社））
- 2005年: アストリッド・リンドグレーン記念文学賞（スウェーデン）
- 2006年: 
  - 文化庁メディア芸術祭アニメーション部門優秀賞（「スキマの国のポルタ」原作担当）
  - 第11回日本絵本賞（『ルフランルフラン』）
- 2007年: 第1回JBBY賞（『たいようオルガン』）
- 2012年: 第59回産経児童出版文化賞大賞（『あさになったので　まどをあけますよ』）